# Комсомольское (Краснокутский район, Саратовская область)
Комсомо́льское — село Краснокутского района Саратовской области. Административный центр Комсомольского сельского поселения.
Основано в 1855 году как немецкая колония Фриденфельд
Население - 1056 (2010)

## История
Основано в 1855 году как немецкая колония Фриденфельд. Основатели из колоний Олешня (Диттель), Макаровка (Меркель), Карамышевка (Бауэр), Лесной Карамыш (Гримм). Входило в состав Ерусланского колонистского округа, впоследствии Нижне-Еруславнской волости Новоузенского уезда Самарской губернии. После 1915 года получила название Бирючье.
В 1878 году 31 житель выехал в Америку. В годы I-й мировой войны в селе располагался лазарет для раненых.
В период существования Республики немцев Поволжья село входило в Краснокутский кантон, а с 1935 — в Экгеймский кантон, центром которого являлось.
В голод в Поволжье в селе родилось 60, умерли 151 человек. В 1926 году в селе имелись кооперативная лавка, сельскохозяйственное кредитное товарищество, начальная школа, детдом, сельсовет
В 1927 году постановлением ВЦИК "Об изменениях в административном делении Автономной С.С.Р. Немцев Поволжья и о присвоении немецким селениям прежних наименований, существовавших до 1914 года" селу Бирючье Красно-Кутского кантона было возвращено название Фриденфельд.
В сентябре 1941 года немецкое население было депортировано. После ликвидации Республики немцев Поволжья — административный центр Экгеймского района, вскоре переименованного в Комсомольский район. Оставалось районным центром до упразднения района в 1959 году.

## Физико-географическая характеристика
Село расположено в Низком Заволжье, в пределах Сыртовой равнины, относящейся к Восточно-Европейской равнине, на правом берегу реки Жидкая Солянка (приток Еруслана). Рельеф - полого-увалистый. Почвы каштановые.
По автомобильным дорогам расстояние до районного центра города Красный Кут - 29 км, до областного центра города Саратов - 150 км.
Климат
Климат умеренный континентальный (согласно классификации климатов Кёппена  — Dfa). Среднегодовая температура воздуха положительная и составляет + 6,7 °C. Средняя температура января - 10,3 °С, июля + 23,2 °С. Многолетняя норма осадков — 374 мм. В течение года количество выпадающих осадков распределено относительно равномерно: наименьшее количество осадков выпадает в марте (20 мм), наибольшее — в июне (41 мм).
Часовой пояс
Комсомольское, как и вся Саратовская область, находится в часовой зоне МСК+1. Смещение применяемого времени относительно UTC составляет +4:00.

## Население
Динамика численности населения по годам:
| 1859 | 1872 | 1889 | 1897 | 1905 | 1910 | 1920 | 1922 | 1926 | 1931 | 1987  |
| ---- | ---- | ---- | ---- | ---- | ---- | ---- | ---- | ---- | ---- | ----- |
| 253  | 878  | 1217 | 1591 | 2568 | 2891 | 2524 | 1517 | 1849 | 2200 | ≈1000 |

| 1939 | 2002  | 2010  |
| ---- | ----- | ----- |
| 2614 | ↘1004 | ↗1056 |

Национальный состав
Согласно результатам переписи 2002 года большинство населения составляли казахи (52 %) и русские (43 %). В 1931 году немцы составляли 99 % населения (2191 из 2200).

## Инфраструктура
В селе имеется средняя образовательная школа, дом культуры, больница, отделение связи.
В селе существует единственный в Краснокутском районе совхоз «СПК Рассвет».